# Valon Berisha
Valon Berisha (Malmö, 7 februari 1993) is een in Zweden geboren Kosovaars-Noors voetballer  Hij speelt doorgaans als centrale middenvelder.Hij was van 2012 tot en met 2016 Noors international, maar debuteerde in september 2016 in het Kosovaars voetbalelftal.

## Clubcarrière
Berisha maakte op 21 maart 2010 zijn debuut in de Tippeligaen. Hij maakte op 31 oktober zijn eerste doelpunt op het hoogste niveau, tegen Lillestrøm SK. In juli 2012 tekende hij een vierjarig contract bij Red Bull Salzburg.

## Interlandcarrière
Berisha werd geboren in Zweden, uit Kosovaars Ouders uit Podujevë maar groeide op in Noorwegen. Berisha kwam tot 2016 uit voor het Noors nationaal elftal. Hij speelde met Noorwegen van 15 januari tot en met 21 januari de King's Cup 2012 in Thailand.
Berisha nam in 2013 met Jong Noorwegen deel aan het EK –21 in Israël. Daar verloor de ploeg onder leiding van bondscoach Tor Ole Skullerud in de halve finale met 3-0 van de latere toernooiwinnaar Spanje –21.
Berisha debuteerde in 2016 in het het Kosovaars nationaal elftal.

## Erelijst
| Competitie           | Aantal            | Jaren                                       |
| Red Bull Salzburg    | Red Bull Salzburg | Red Bull Salzburg                           |
| -------------------- | ----------------- | ------------------------------------------- |
| Kampioen Bundesliga  | 5x                | 2013/14, 2014/15, 2015/16, 2016/17, 2017/18 |
| Beker van Oostenrijk | 1x                | 2013/14, 2015/16, 2016/17                   |
| SS Lazio             |                   |                                             |
| Coppa Italia         | 1x                | 2018/19                                     |
| Supercoppa           | 1x                | 2019                                        |
| Melbourne City       |                   |                                             |
| A-League Men         | 1x                | 2022/23                                     |